# フランク・クラーク
フランク・ドミニック・クラーク（Frank Dominick Clark, 1993年6月14日 - ）は、アメリカ合衆国カリフォルニア州ベーカーズフィールド出身のプロアメリカンフットボール選手。ポジションはディフェンシブエンド。愛称はザ・シャーク（The Shark）。

## 経歴

### カレッジ

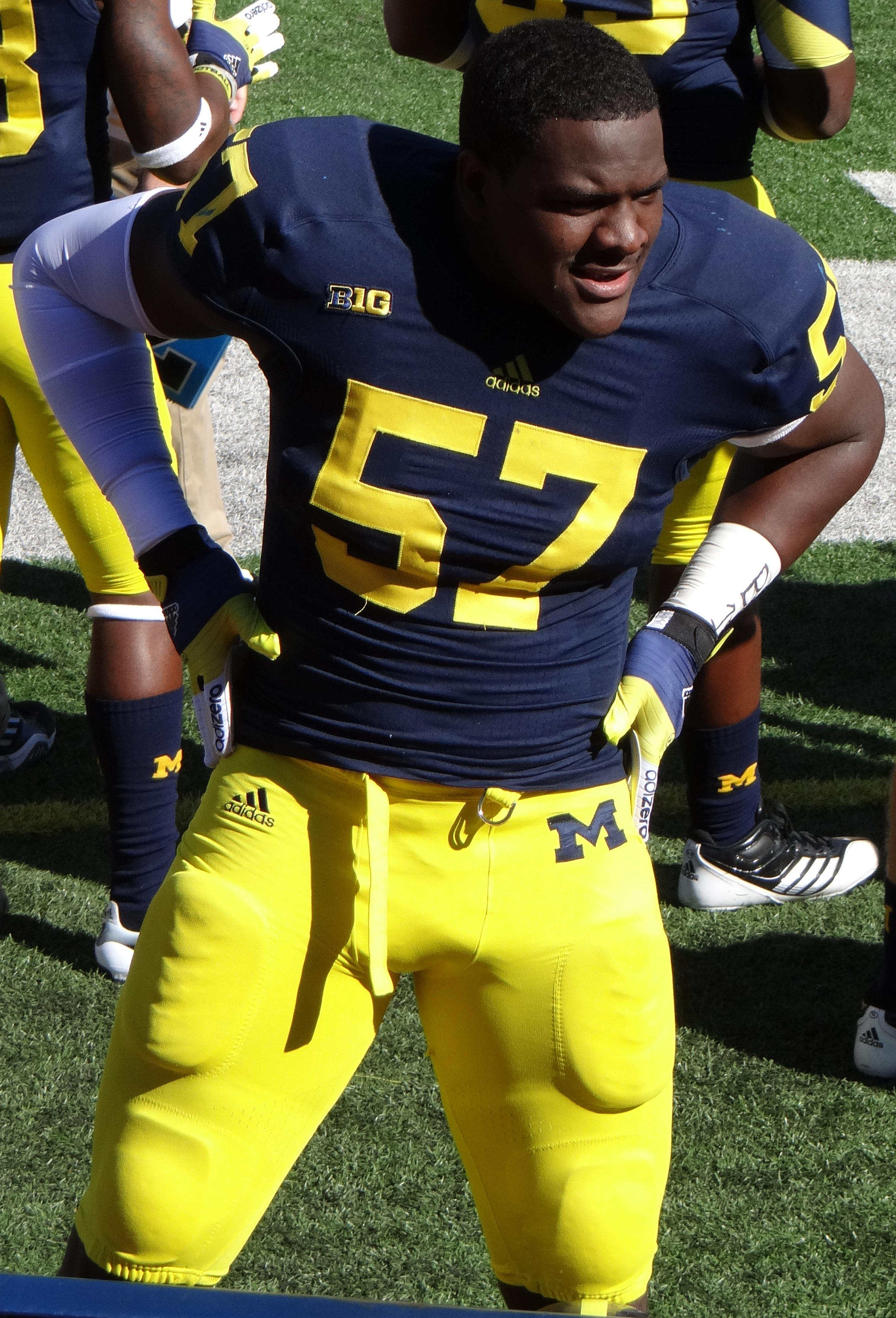
ミシガン大学でのクラーク
(2012年)

ミシガン大学では3年目の2013年シーズンにオールビッグ10セカンドチームに選出されるなど活躍したが、2014年にガールフレンドへのDV容疑で逮捕され、チームから離脱した（後述）。

### シアトル・シーホークス
2015年のNFLドラフトにて全体63位でシアトル・シーホークスから指名され、その後ルーキー契約を結んだ。

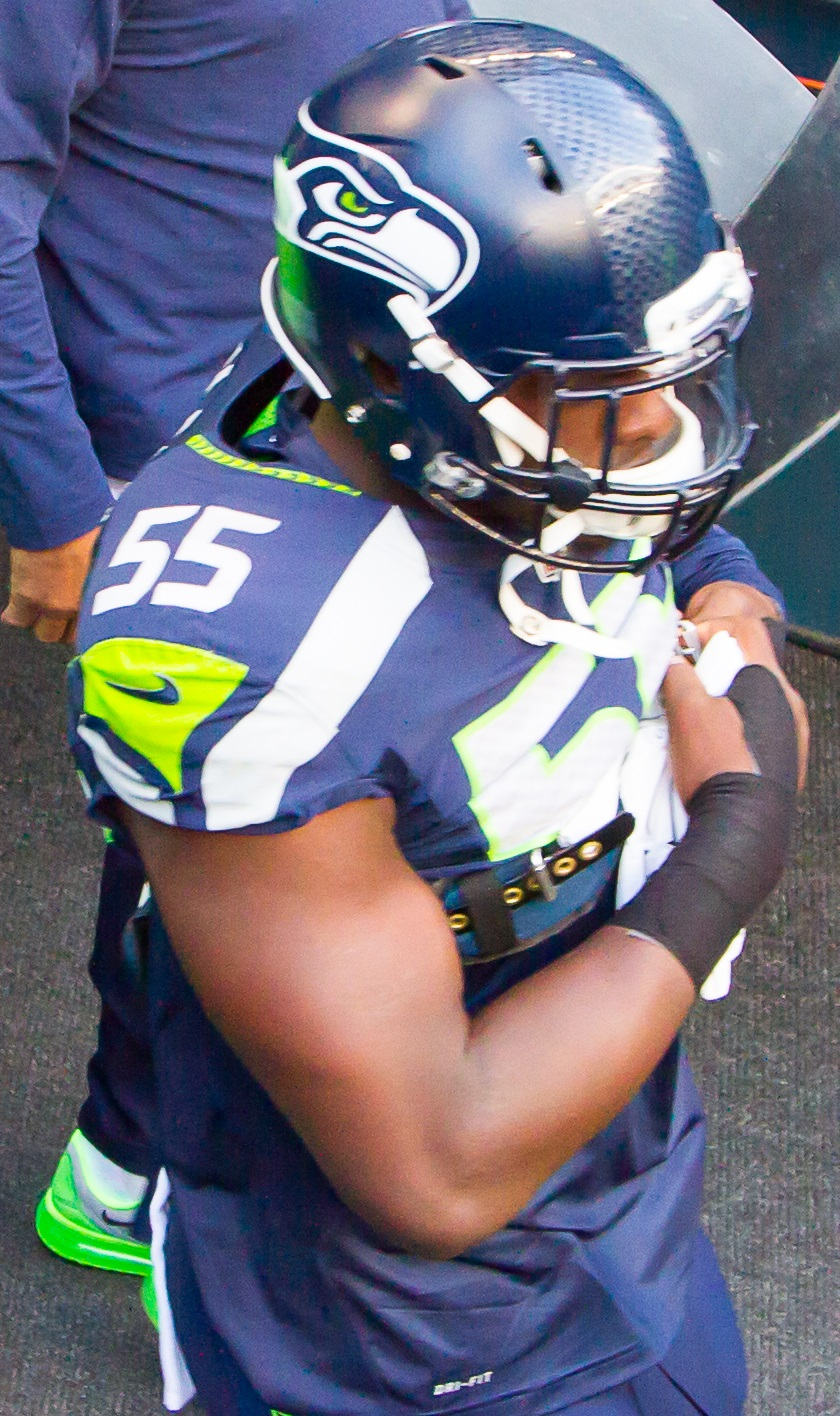
シアトル・シーホークスでのクラーク

2015年シーズンは控えとして15試合に出場した。チームは連覇を目指して2年連続でスーパーボウルに出場したが、ニューイングランド・ペイトリオッツに敗れた。
2017年シーズンから先発に定着し、32タックル、9サックを記録した。
2018年シーズンは41タックル、13サックを記録した。
2019年3月4日にシーホークスからフランチャイズタグを指定された。

### カンザスシティ・チーフス
2019年4月23日に、2019年のNFLドラフトの1巡目と3巡目の指名権、2020年のNFLドラフトの2巡目指名権とのトレードでカンザスシティ・チーフスへ移籍し、直後にチーフスと5年総額1億500万ドルの契約延長に合意した。
2019年シーズンは37タックル、8サックを記録し、自身初となるプロボウルに選出された。プレーオフではディビジョナル・ラウンドのヒューストン・テキサンズ戦でデショーン・ワトソンからサックを記録し、続くAFCチャンピオンシップのテネシー・タイタンズ戦ではライアン・タネヒルから勝利を決定付けるサックを記録した。スーパーボウルではサンフランシスコ・49ersと対戦し、第4Qにジミー・ガロポロからサックを記録。チームも勝利し、自身初のスーパーボウル制覇となった。
2020年シーズンは29タックル、6サックを記録し、2年連続でプロボウルに選出された。チームは連覇を目指して2年連続でスーパーボウルに出場し、タンパベイ・バッカニアーズと対戦。トム・ブレイディからサックを記録したが、試合には敗れた。
2021年シーズンは22タックル、4.5サックを記録し、3年連続でプロボウルに選出された。
2022年シーズン、第7週の49ers戦でキャリア初となるセイフティを務め、ガロポロからサックを記録した。その2日後、2021年6月に逮捕された影響で2試合の出場停止処分を受けた。プレーオフではディビジョナル・ラウンドのジャクソンビル・ジャガーズ戦でトレバー・ローレンスからサックを記録し、AFCチャンピオンシップのシンシナティ・ベンガルズ戦ではジョー・バロウから2.5サックを記録し、勝利に貢献。2年ぶりに出場したスーパーボウルではフィラデルフィア・イーグルスに勝利し、自身2度目のスーパーボウル制覇となった。
オフに契約再構築の交渉が難航し、2023年3月7日に契約をあと1年残しながらも自由契約となった。

## 不祥事
大学時代の2012年に家宅侵入罪で逮捕された。
同じく大学時代の2014年にホテルでガールフレンドと口論になり、DV容疑で逮捕された。350ドルの罰金と3日間の禁錮刑が下され、チームから離脱した。
2021年6月20日に銃火器の不法所持により逮捕された。保釈金を支払い釈放されたが、同年3月にも同様の罪で逮捕されていたことが発覚。これにより起訴され、最大3年間の禁錮刑が下される可能性もあったが、2022年9月8日に1年間の保護観察処分となった。

## 詳細情報

### 年度別成績
| Legend | Legend             |
| ------ | ------------------ |
|        | スーパーボウル制覇 |
| 太字   | キャリアハイ       |

#### レギュラーシーズン
| シーズン | チーム | 試合 | 試合 | タックル | タックル | タックル | タックル | ファンブル | ファンブル | ファンブル | インターセプト | インターセプト | インターセプト | インターセプト | インターセプト | インターセプト |
| シーズン | チーム | GP   | GS   | Cmb      | Solo     | Ast      | Sck      | FF         | FR         | Yds        | Int            | Yds            | Avg            | Lng            | TD             | PD             |
| -------- | ------ | ---- | ---- | -------- | -------- | -------- | -------- | ---------- | ---------- | ---------- | -------------- | -------------- | -------------- | -------------- | -------------- | -------------- |
| 2015     | SEA    | 15   | 0    | 16       | 15       | 1        | 3.0      | 1          | 0          | 0          | 0              | 0              | 0.0            | 0              | 0              | 1              |
| 2016     | SEA    | 15   | 5    | 47       | 25       | 22       | 10.0     | 2          | 1          | 27         | 0              | 0              | 0.0            | 0              | 0              | 0              |
| 2017     | SEA    | 16   | 12   | 32       | 19       | 13       | 9.0      | 2          | 1          | 0          | 0              | 0              | 0.0            | 0              | 0              | 2              |
| 2018     | SEA    | 16   | 16   | 41       | 33       | 8        | 13.0     | 3          | 2          | 0          | 1              | 26             | 26.0           | 26             | 0              | 3              |
| 2019     | KC     | 14   | 11   | 37       | 27       | 10       | 8.0      | 3          | 1          | 0          | 1              | 5              | 5.0            | 5              | 0              | 4              |
| 2020     | KC     | 15   | 15   | 29       | 21       | 8        | 6.0      | 0          | 1          | 14         | 0              | 0              | 0.0            | 0              | 0              | 2              |
| 2021     | KC     | 14   | 14   | 22       | 15       | 7        | 4.5      | 2          | 0          | 0          | 0              | 0              | 0.0            | 0              | 0              | 0              |
| 2022     | KC     | 15   | 15   | 39       | 25       | 14       | 5.0      | 1          | 1          | 0          | 0              | 0              | 0.0            | 0              | 0              | 1              |
| 通算     | 通算   | 120  | 88   | 263      | 180      | 83       | 58.5     | 14         | 7          | 41         | 2              | 31             | 15.5           | 26             | 0              | 13             |

#### ポストシーズン
| シーズン | チーム | 試合 | 試合 | タックル | タックル | タックル | タックル | ファンブル | ファンブル | ファンブル | インターセプト | インターセプト | インターセプト | インターセプト | インターセプト | インターセプト |
| シーズン | チーム | GP   | GS   | Cmb      | Solo     | Ast      | Sck      | FF         | FR         | Yds        | Int            | Yds            | Avg            | Lng            | TD             | PD             |
| -------- | ------ | ---- | ---- | -------- | -------- | -------- | -------- | ---------- | ---------- | ---------- | -------------- | -------------- | -------------- | -------------- | -------------- | -------------- |
| 2015     | SEA    | 2    | 0    | 3        | 2        | 1        | 1.0      | 0          | 0          | 0          | 0              | 0              | 0.0            | 0              | 0              | 1              |
| 2016     | SEA    | 2    | 0    | 1        | 1        | 0        | 1.0      | 1          | 0          | 0          | 0              | 0              | 0.0            | 0              | 0              | 0              |
| 2018     | SEA    | 1    | 1    | 4        | 2        | 2        | 1.0      | 0          | 0          | 0          | 0              | 0              | 0.0            | 0              | 0              | 0              |
| 2019     | KC     | 3    | 3    | 9        | 6        | 3        | 5.0      | 0          | 0          | 0          | 0              | 0              | 0.0            | 0              | 0              | 0              |
| 2020     | KC     | 3    | 3    | 9        | 5        | 4        | 3.0      | 0          | 0          | 0          | 0              | 0              | 0.0            | 0              | 0              | 0              |
| 2021     | KC     | 3    | 3    | 7        | 4        | 3        | 0.0      | 0          | 1          | 0          | 0              | 0              | 0.0            | 0              | 0              | 0              |
| 2022     | KC     | 3    | 3    | 7        | 6        | 1        | 2.5      | 0          | 0          | 0          | 0              | 0              | 0.0            | 0              | 0              | 0              |
| 通算     | 通算   | 17   | 13   | 40       | 26       | 14       | 13.5     | 1          | 1          | 0          | 0              | 0              | 0.0            | 0              | 0              | 1              |